# Albrecht Frederik van Brandenburg-Schwedt

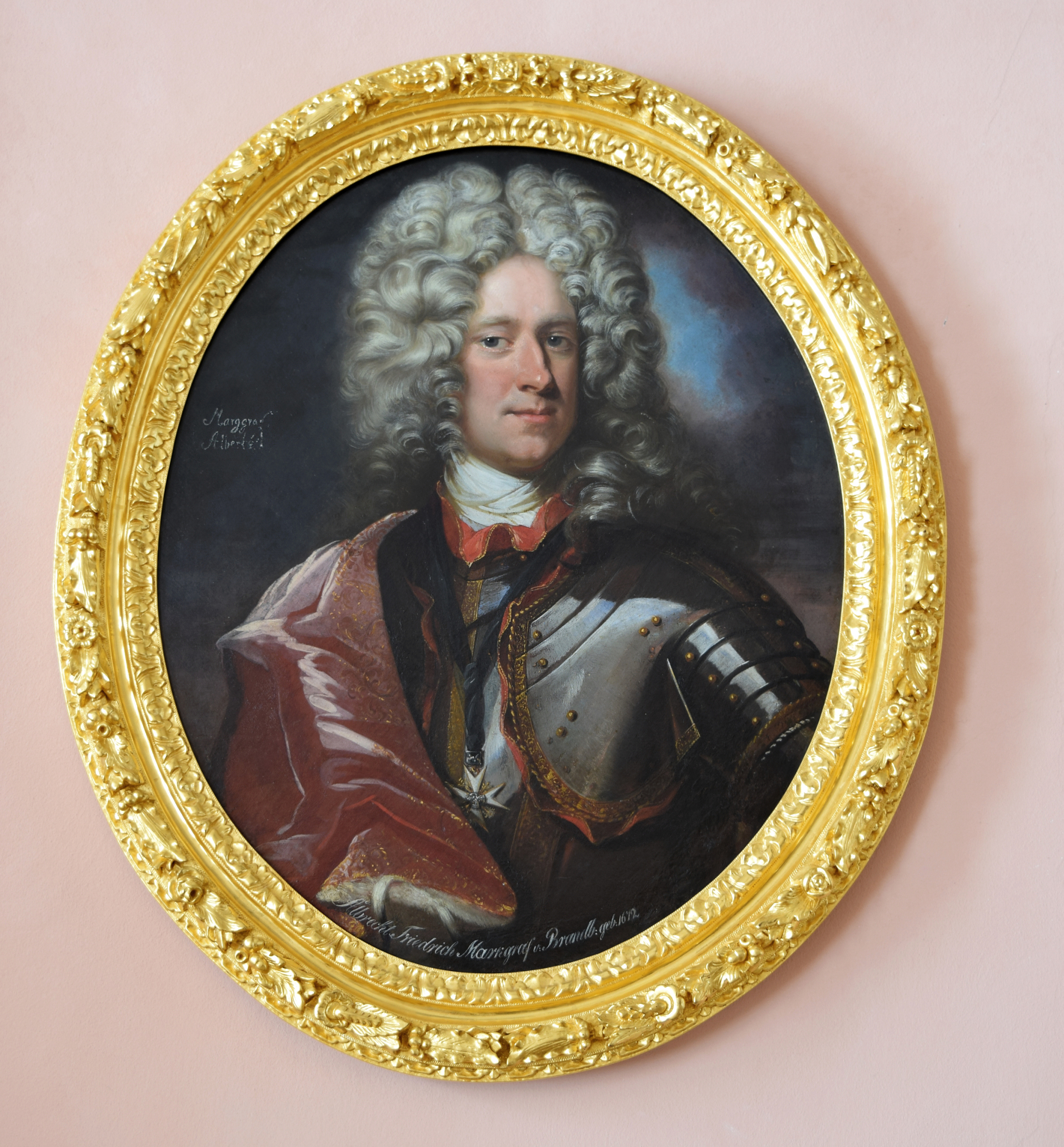
Albrecht Frederik van Brandenburg-Schwedt.

Albrecht Frederik van Brandenburg-Schwedt (Berlijn, 24 januari 1672 - Friedrichsfelde, 21 juni 1731) was markgraaf van Brandenburg-Schwedt, luitenant-generaal in het Brandenburgs-Pruisische leger en van 1696 tot aan zijn dood grootmeester van de  Hospitaalorde van Sint-Jan in de balije Brandenburg. Hij behoorde tot het huis Hohenzollern.

## Levensloop
Albrecht Frederik was de tweede zoon van keurvorst Frederik Willem I van Brandenburg uit diens tweede huwelijk met Dorothea, dochter van hertog Filips van Sleeswijk-Holstein-Sonderburg-Glücksburg. Zijn broer Filips Willem was vanaf 1692 de eerste markgraaf van Brandenburg-Schwedt.
Nadat de Negenjarige Oorlog tegen Frankrijk was uitgebroken, ging Albrecht Frederik in 1689 als vrijwilliger in dienst van het Pruisische leger. Op 10 mei 1692 werd hij het hoofd van een regiment te paard, op 14 maart 1693 gevolgd door zijn benoeming tot generaal-majoor. In 1694 nam hij deel aan een veldtocht in Italië, waarna hij op 9 maart 1695 promoveerde tot luitenant-generaal. Van 1696 tot aan zijn dood in 1731 was de markgraaf grootmeester van de Hospitaalorde van Sint-Jan in de balije Brandenburg en op 17 januari 1701 werd hij als ridder opgenomen in de Orde van de Zwarte Adelaar.
Op 14 februari 1702 kwam hij aan het hoofd van een infanterieregiment. Vervolgens vocht hij in het kader van de Spaanse Successieoorlog als bevelhebber van het Pruisische korps in de Nederlanden, tegen de Franse troepen. In november datzelfde jaar moest hij wegens ziekte deze post opgeven. In 1706 werd Albrecht Frederik stadhouder in Achter-Pommeren. In 1711 kwam hij tevens in het bezit van het landgoed van Altfriedland, waar voor de Reformatie hetcisterciënzerinnenklooster van Friedland lag en dat zich uitstrekte tot aan de Klostersee.
Albrecht Frederik stierf in juni 1731 in het Slot van Friedrichsfelde. Zijn zoon Karel Frederik Albrecht volgde hem als grootmeester van de Hospitaalorde van Sint-Jan in de balije Brandenburg en erfde zijn landgoed in Altfriedland.

## Huwelijk en nakomelingen
Op 30 oktober 1703 huwde Albrecht Frederik met Maria Dorothea (1684-1743), dochter van Frederik Casimir Kettler, de hertog van Koerland. Ze hadden zeven kinderen:
- Frederik (1704-1707)
- Karel Frederik Albrecht (1705-1762), grootmeester van de Hospitaalorde van Sint-Jan in de balije Brandenburg
- Anna Sophia Charlotte (1706-1751), huwde in 1723 met hertog Willem Hendrik van Saksen-Eisenach
- Louise Wilhelmina (1709-1726)
- Frederik (1710-1741), sneuvelde als Pruisisch officier in Slag bij Mollwitz
- Albertine (1712-1750), huwde in 1733 met vorst Victor II Frederik van Anhalt-Bernburg
- Frederik Willem (1715-1744), sneuvelde als Pruisisch generaal-majoor bij het Beleg van Praag